# Śmiglaczek birmański
Śmiglaczek birmański (Laubuka dadiburjori, Chela dadiburjori) – gatunek ryby słodkowodnej z rodziny karpiowatych (Cyprinidae), hodowanej również w akwariach. Nazwa na cześć indyjskiego hodowcy Sama J. Dadiburjora, który dostarczył próbki tych ryb do badań.

## Występowanie
Gatunek endemiczny występujący w dorzeczach Meenachil, Bharatapuzha, Chalakkudy i Sita, w południowych Indiach. Zamieszkuje wolno płynące, silnie zarośnięte strumienie oraz rozlewiska.

## Charakterystyka i dymorfizm płciowy
Rozmiar od 2 do 4 cm. Smukłe, bocznie spłaszczone ciało w kolorze srebrno-złotym. Wzdłuż linii bocznej od skrzeli po nasadę ogona ciągnie się niebieski pasek, który czasem przybiera formę łańcucha okrągłych niebieskich plam. Płetwy przejrzyste lub w kolorze ciała.
Jest rybą ławicową, żerującą przy powierzchni wody. Żywi się głównie drobnymi owadami, bezkręgowcami oraz zooplanktonem.
Samce są nieco mniejsze i smuklejsze od samic.

## Hodowla i wymagania wodne
Wymaga zbiornika o powierzchni 90x30 cm lub większego. Akwarium powinno być wyposażone w dużą ilość roślin pływających z jednoczesnym pozostawieniem wolnych powierzchni. Może być trzymany w akwarium towarzyskim z innymi niewielkimi i spokojnymi rybami. Przyjmuje żywe i mrożone larwy owadów oraz suchą karmę. Wymagana temperatura: 22–24°C, pH: 6,0–7,5, preferowana twardość: 36–179 ppm.

## Rozmnażanie
Rozmnaża się zarówno w zbiorniku ogólnym, jak i tarliskowym. Ikra składana jest wśród roślin pływających. Po 2–3 dniach z jaj wykluwają się larwy, które po kolejnych 4–5 dniach zaczynają pływać po zbiorniku. Narybek należy dokarmiać, podając mikropokarmy. Rodzice na żadnym etapie nie opiekują się potomstwem.